# Bar (comerç)

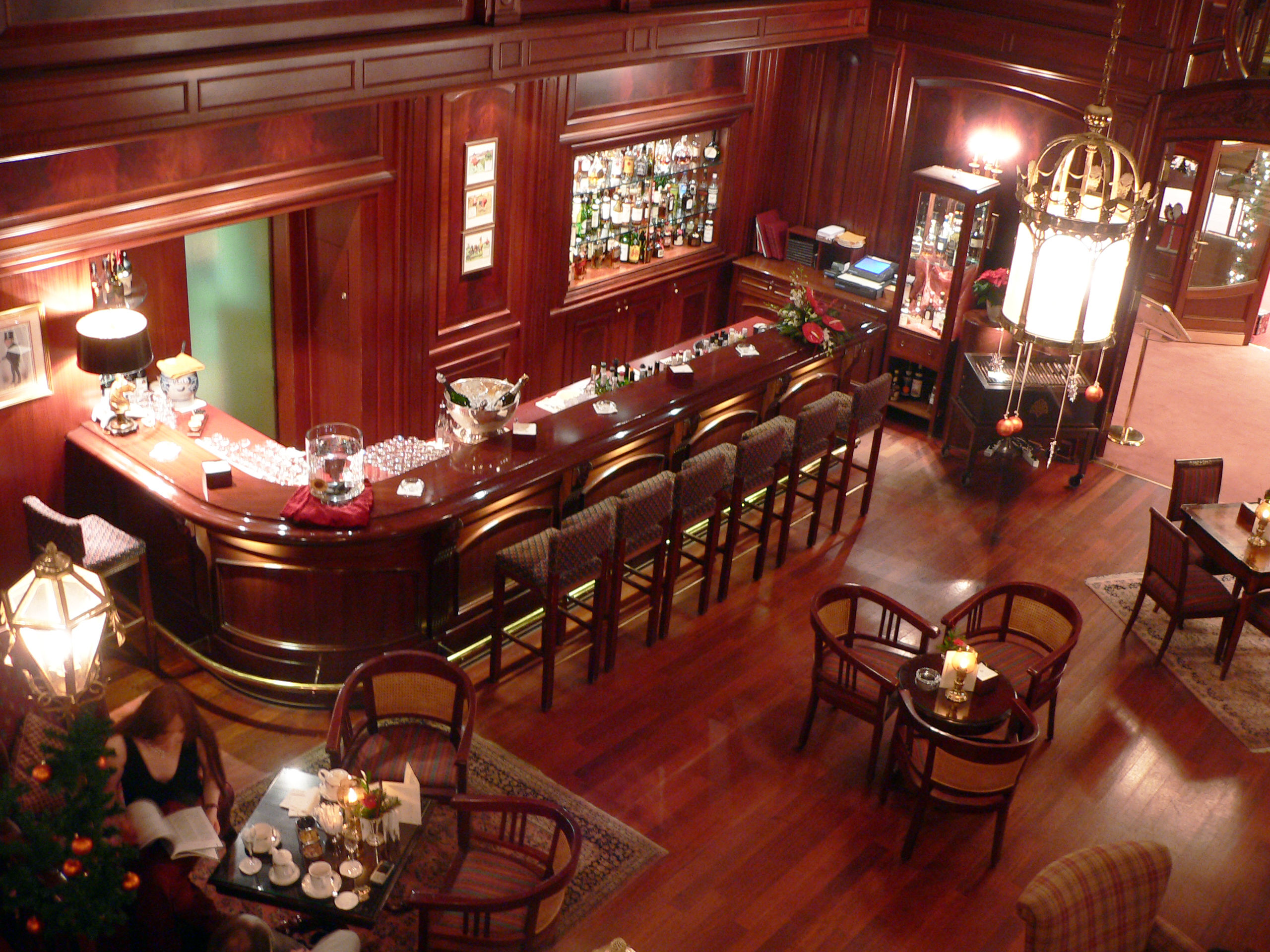
Un bar de Suïssa.

Un bar (paraula anglesa que vol dir "barra") és un establiment comercial on se serveixen begudes (alcohòliques o no) i aperitius, generalment pel consum immediat en el mateix establiment, en un servei de barra, i opcionalment també en taules.

## Estructura
L'element característic d'un bar és aquell que li dona nom, la barra, o taulell, que és un petit mur que arriba aproximadament a l'altura del pit sobre el que descansa una taula allargada on se serveixen les begudes per als clients.
La barra divideix el local en dues parts: per una banda, la zona pública, on resten els clients, junt a la barra, de peu o asseguts en tamborets alts. Rere la barra, la zona privada, on roman la persona encarregada de servir la consumició, conegut com a cambrer o bàrman (en locals més distingits). En aquesta banda de la barra, hi ha diversos mobles, aparells i utensilis necessaris per a donar el servei, entre els quals hi ha habitualment la caixa enregistradora, un o més frigorífics per emmagatzemar les begudes, prestatgeries per col·locar-hi les ampolles de licor i els gots, gerres i altres recipients per servir-hi la beguda o els aperitius, la cafetera, la pica per rentar, etc.
A la zona del públic, sovint hi pot haver també diversos entreteniments i utilitats a disposició dels clients, seguint les diverses modes de cada època, com ara un billar, un futbolí, una diana de dards, una bolera, o diversos jocs de taula; màquines escurabutxaques; un televisor; un tocadiscs a monedes, un karaoke o un piano tocat per un pianista; connexió WiFi; llibres, revistes o diaris; un tauler d'anuncis; etc.
Addicionalment al local, també hi pot haver una terrassa al carrer, amb taules exclusives per als clients del bar, de manera que es fa imprescindible comptar amb servei de taula per atendre-les. Aquestes terrasses poden estar delimitades amb elements diversos, cobertes amb tendals o para-sols, i dotades d'estufes quan el clima ho requereix.

## Importància social dels bars
Els bars són un fenomen social popular que ha marcat els costums i la cultura de nombroses generacions. Tradicionalment, els bars són llocs de trobada i reunió informal, freqüentats cada dia generalment per públic masculí.
Malgrat aquesta demostrada importància social, hi ha qui considera els bars com un lloc poc recomanable, ja que sembla fomentar el consum de begudes alcohòliques, tabac (fins a l'abolició legal d'aquest consum a l'estat espanyol, l'1 de gener del 2011) i fins i tot addicció al joc i, per tant, pot ser la responsable de la proliferació de les esmentades addiccions.

## Diferències amb altres establiments
Existeixen també altres tipus de negocis similars, encara que a vegades un mateix establiment pot compartir característiques amb els altres:
- La cafeteria, o simplement "cafè", que rep generalment un públic més variat, a vegades diversos membres d'una família. Disposa de taules amb cadires perquè els clients puguin romandre-hi durant més temps.

- El pub, també anomenat "bar musical", és un establiment que obre de nit i ven preferentment begudes alcohòliques. En canvi, al Regne Unit, el pub és simplement un bar tal com es defineix en aquest article.

- La brasserie, a França i Bèlgica, és un bar on se serveixen plats senzills o altres menjars, principalment acompanyats de cervesa en gerres. Hi sòl haver servei de taula professional i un menú imprès (a diferència de la cafeteria i el bar, que no en tenen); tot i així, es considera un lloc on se serveixen dinars de manera informal a l'hora de dinar i que no és un restaurant. Per regla general una brasserie està oberta tot el dia i tots els dies de la setmana, servint el mateix menú contínuament. El mot brasserie prové del francès brasser, que significa omplir el got de cervesa.

- El restaurant, és un establiment amb taules on els cambrers hi serveixen menjars de forma que els clients puguin seure tranquil·lament per a consumir-los, principalment en els horaris de dinar i de sopar. La cuina sòl ser en una habitació amagada darrere la barra, tot i que sovint també és possible veure-la des de la zona pública de l'establiment. Al Japó, curiosament, els restaurants tenen la disposició típica del bar, amb els clients menjant a la barra, no en taules, i el cuiner ocupant el lloc del barman i treballant a la vista de tothom.

- La taverna era una botiga on es venia vi i altres begudes al detall. Normalment també se servien menjars casolans. Les tavernes eren comunes antigament, però els bars i altres establiments similars han pres llur lloc.